# سارية العقبة

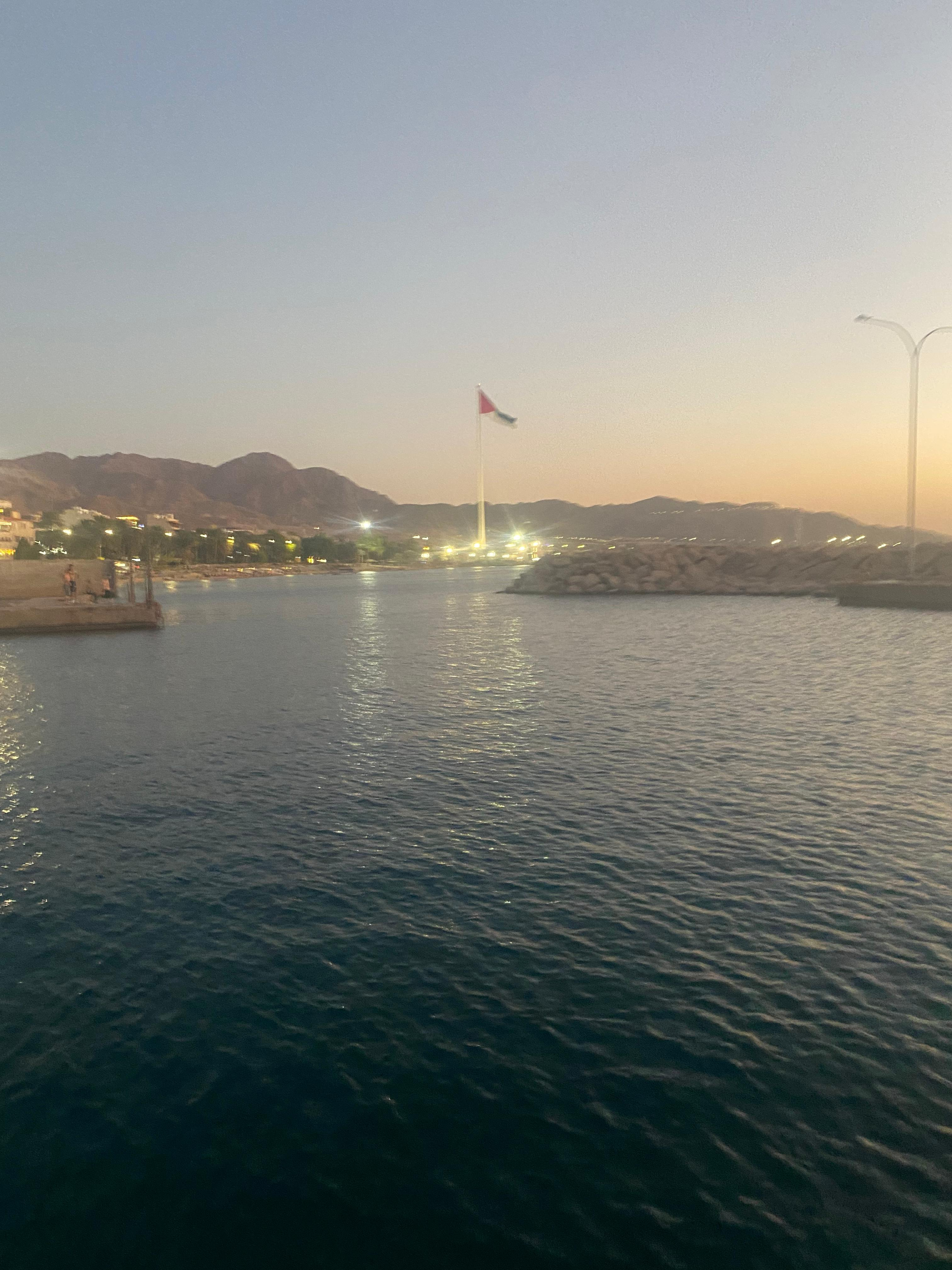
السارية من جانب احد شواطء العقبة من مكان بعيد

سارية العقبة أو سارية علم الثورة العربية الكبرى هي سارية علم تقع وسط مدينة العقبة جنوب المملكة الأردنية الهاشمية، حيث تطل على الساحل الشمالي لخليج العقبة، حاملةً علم الثورة العربية. يبلغ ارتفاعها 132 مترًا، حيث كانت الأعلى في العالم وقت إنشائها عام 2004، أما الآن فتحتل المركز السادس من حيث الارتفاع. شهد الملك عبدالله الثاني بن الحسين مراسم رفع علم الثورة على السارية التي تتوسط ساحة الثورة العربية الكبرى بجوار البيت الذي سكنه الشريف الحسين بن علي.

## التصميم
تم تصميم سارية العقبة بجوار قلعة العقبة ومنزل الشريف حسين بن علي لتخليد لذكرى الثورة العربية الكبرى عام 1916، حيث كانت المدينة إحدى محطاتها الرئيسية. تحمل السارية علمًا من البوليستر بطول 60 متر وعرض 30 متر. وتزن 172 طن، ويبلغ عدد مقاطعها 11 مقطع تشكّل ارتفاعها البالغ 132 متر.

### معلومات تقنية
- ارتفاع القطب:: 130 متر (427 قدم)
- وزن القطب: 344,000 باوند (156 طن)
- عدد الكرات: 11
- قطر الجزء السفلي من القطب: 103إنش (2.6 متر)
- قطر الجزء العلوي من القطب: 42 إنش (1.1 متر)
- سمك لوحة القسم السفلي: 1.26 إنش – Fy = 50 ksi
- سمك لوحة القسم العلوي: .394 إنش – Fy = 36 ksi
- الحد الأقصى لطول القسم: 39 قدم (12 م)
- سمك حواف التزاوج: على الاقل: 1.58 إنش, على الاكثر 1.97 بوصة (50 مـم)
- الحد الأقصى لقطر مسامير الشفة: 3 إنش
- مادة الترباس: A354, Fy = 115 ksi
- الأساس: 56 قدم (17 م) مربع بعمق 8.50 قدم (2.59 م) ، 990 ياردة مكعبة من الخرسانة

### معايير التصميم
- حجم العلم: 98.5 قدم (30.0 م) by 197 قدم (60 م)
- المادة: بوليستر
- معايير سرعة الرياح: (القطب والعلم) - 90 ميل/س (140 كم/س)
- معايير سرعة الرياح: (القطب) - 130 ميل/س (210 كم/س)
- المنطقة الزلزالية: 4 (كود البناء الموحد)
- القرب من المصدر الزلزالي: أقل من 2 كم (شق العقبة)

## معرض الصور

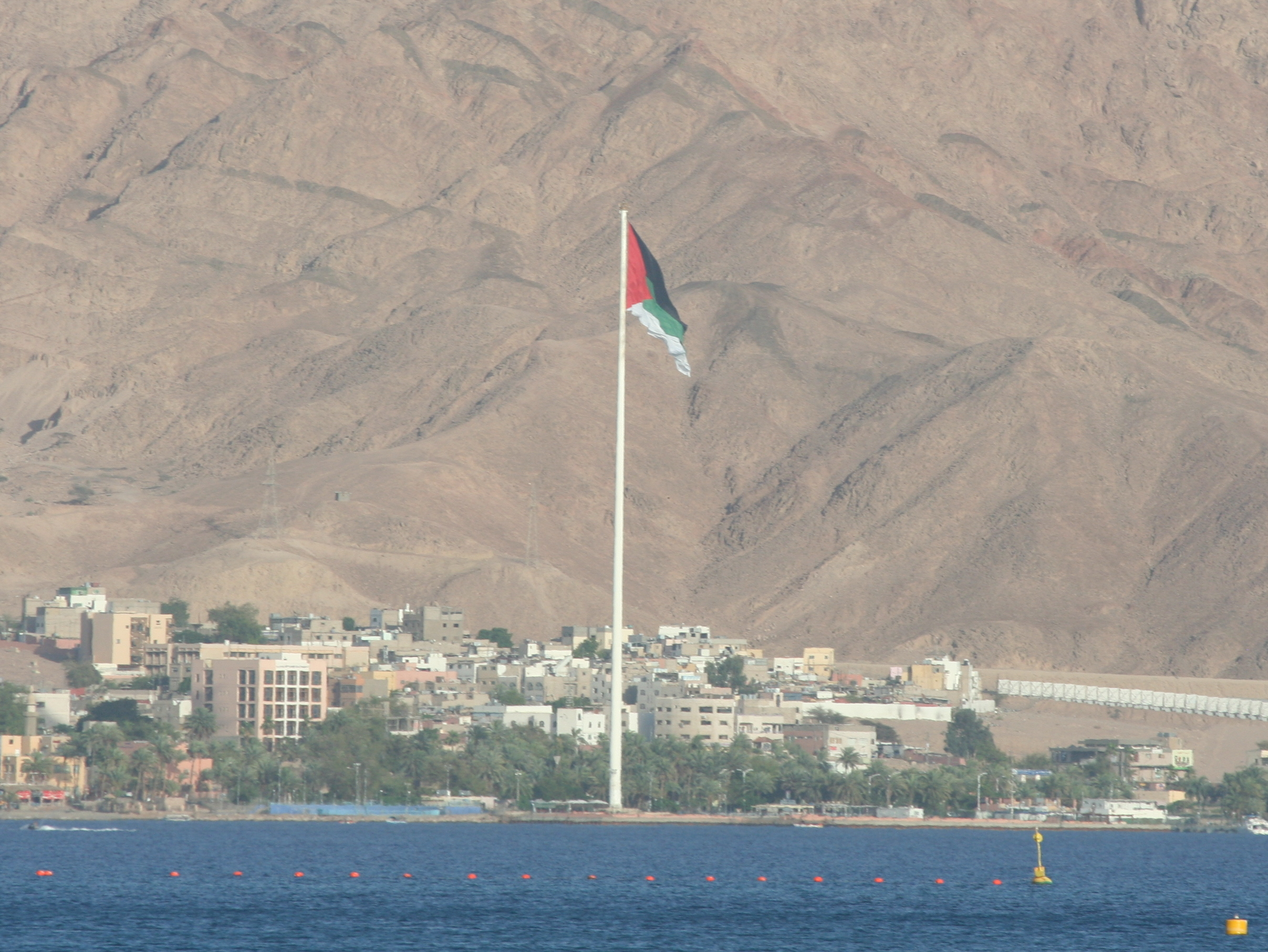
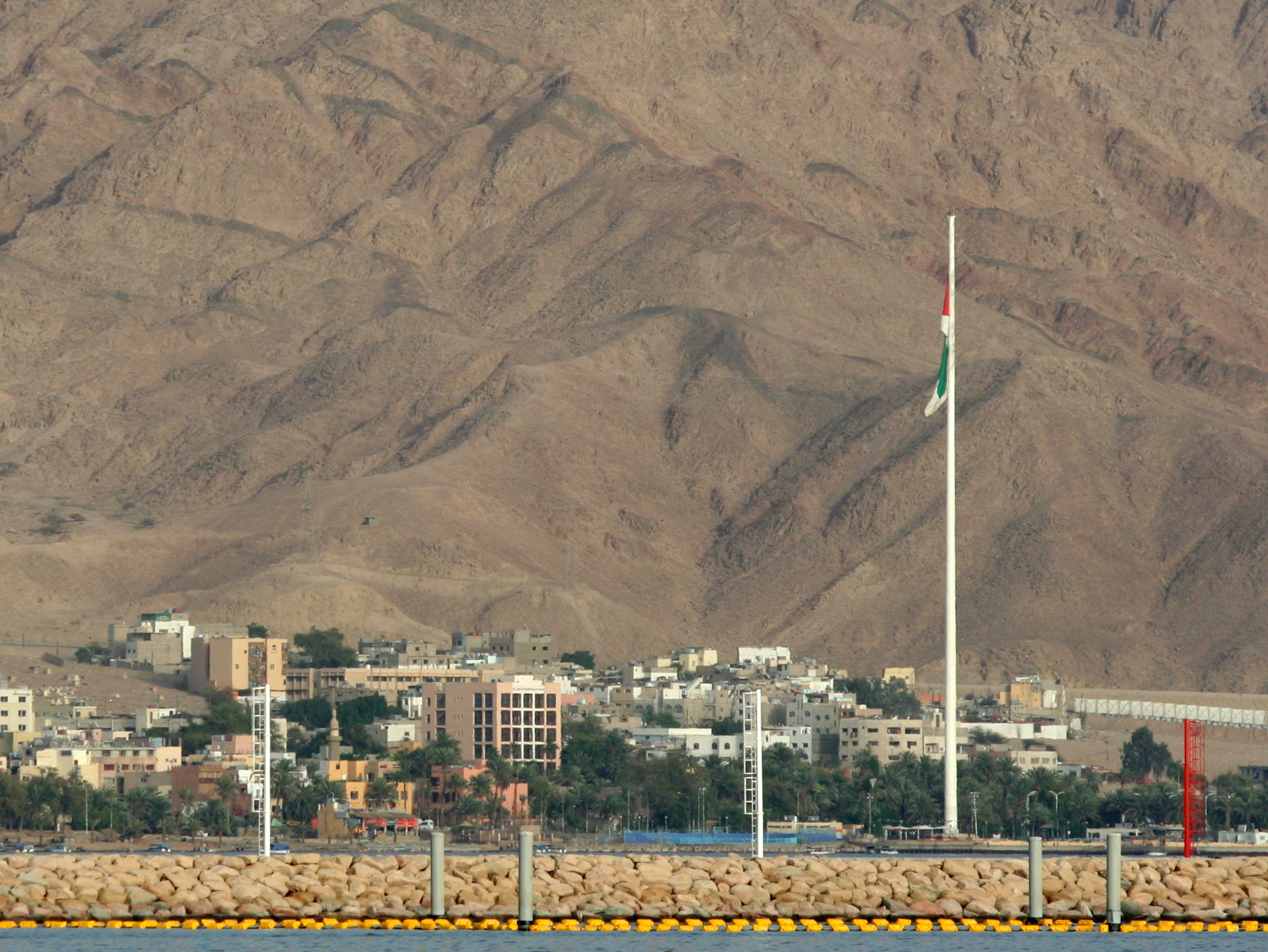
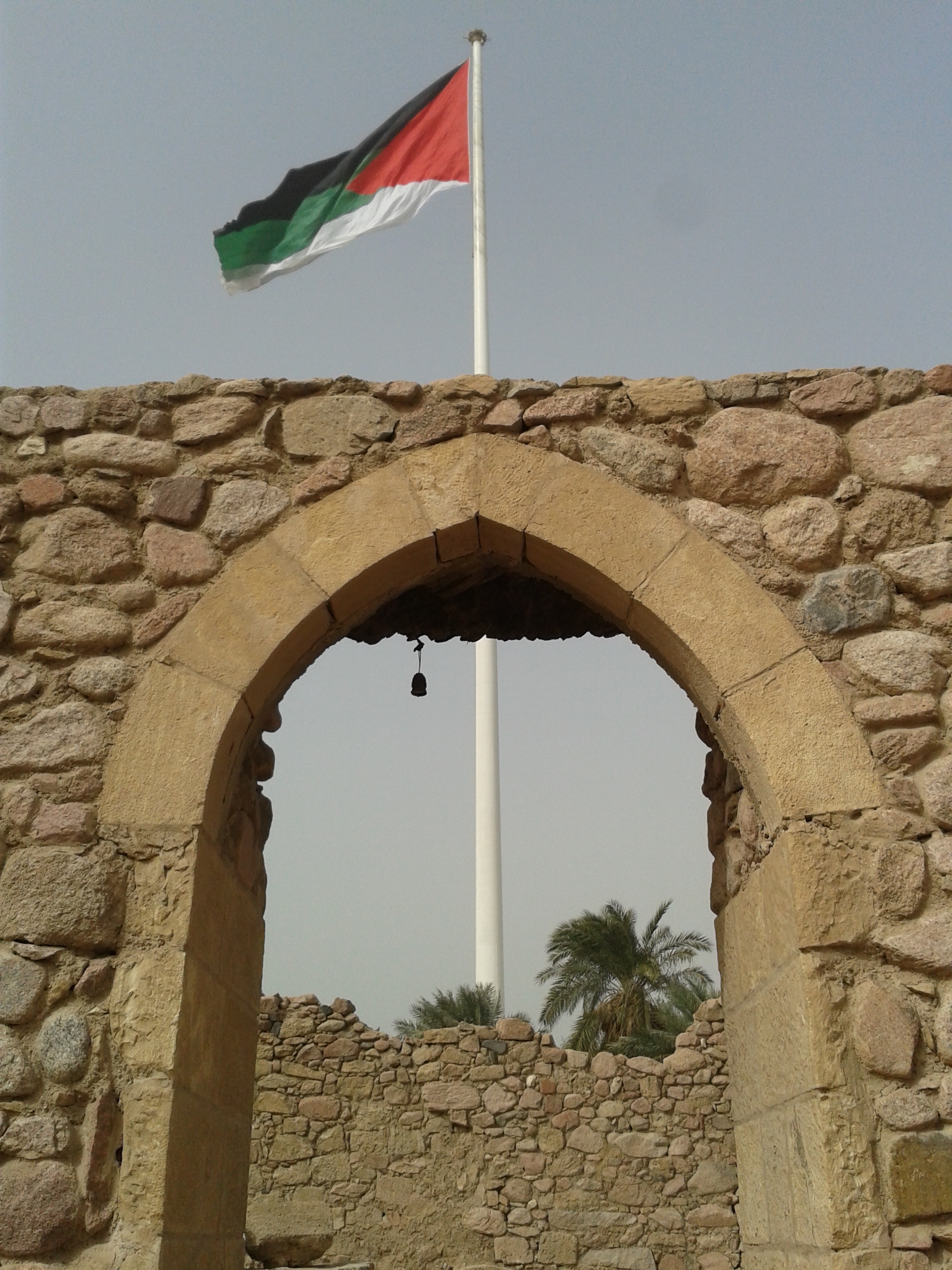
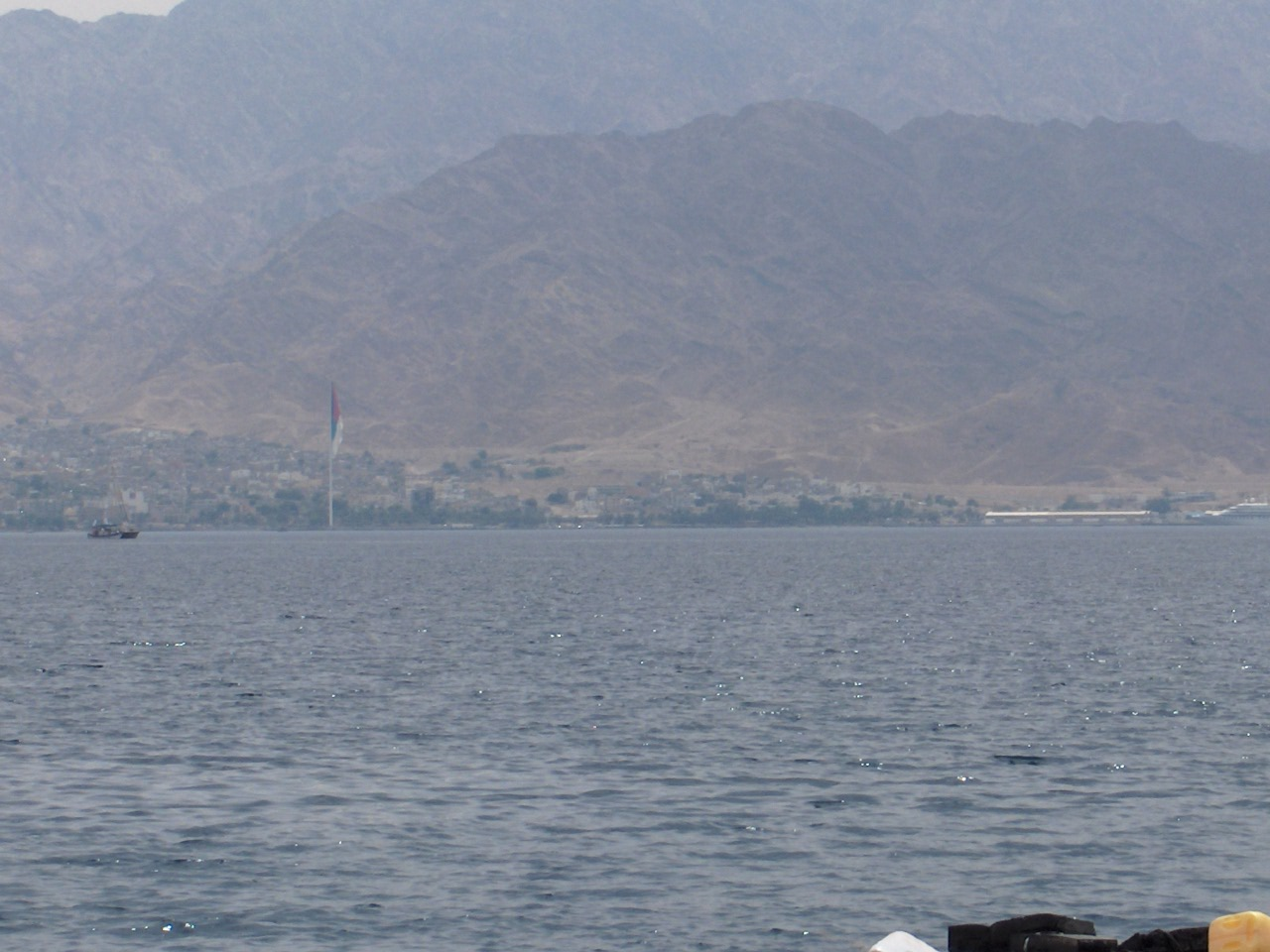
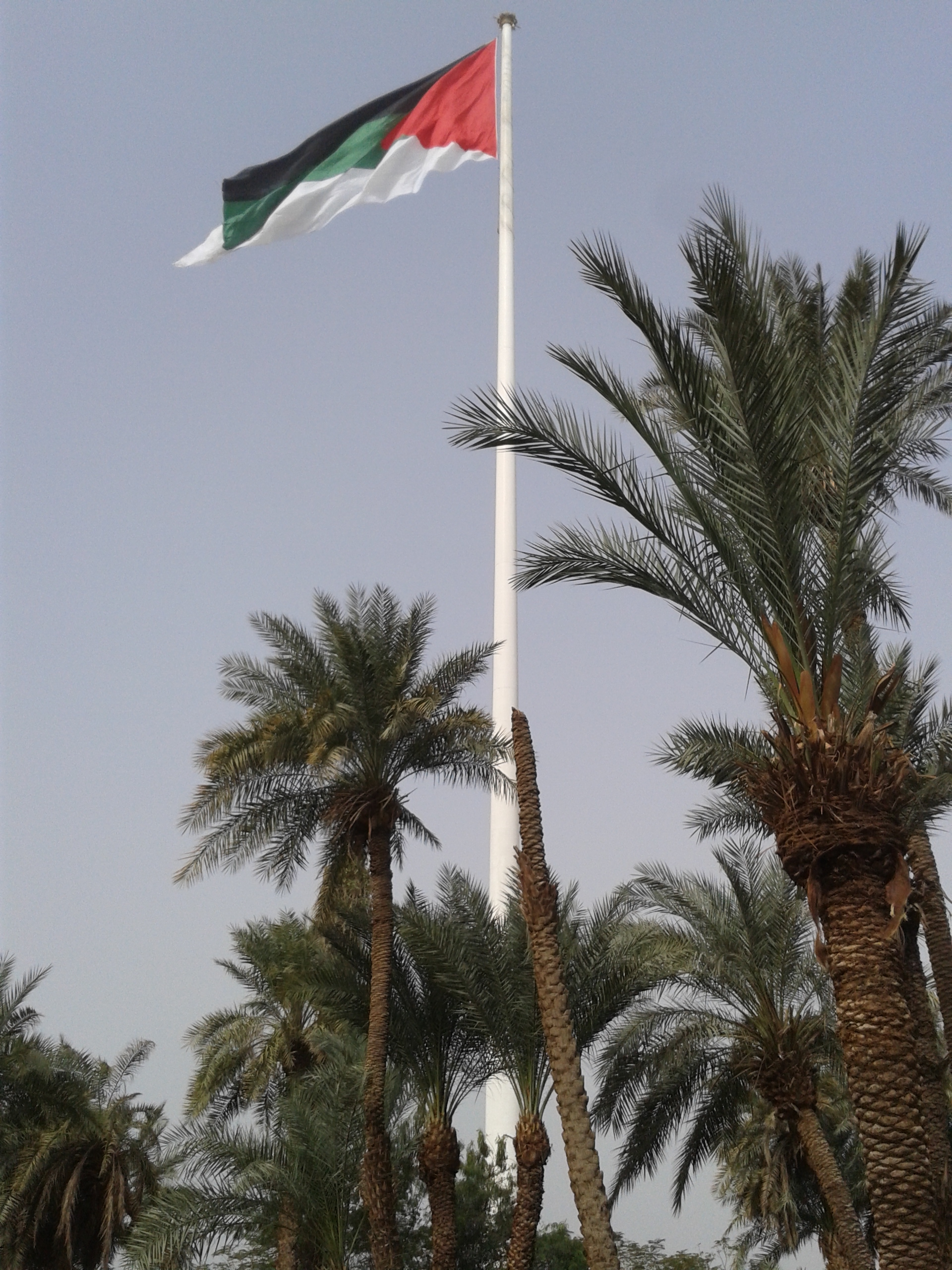
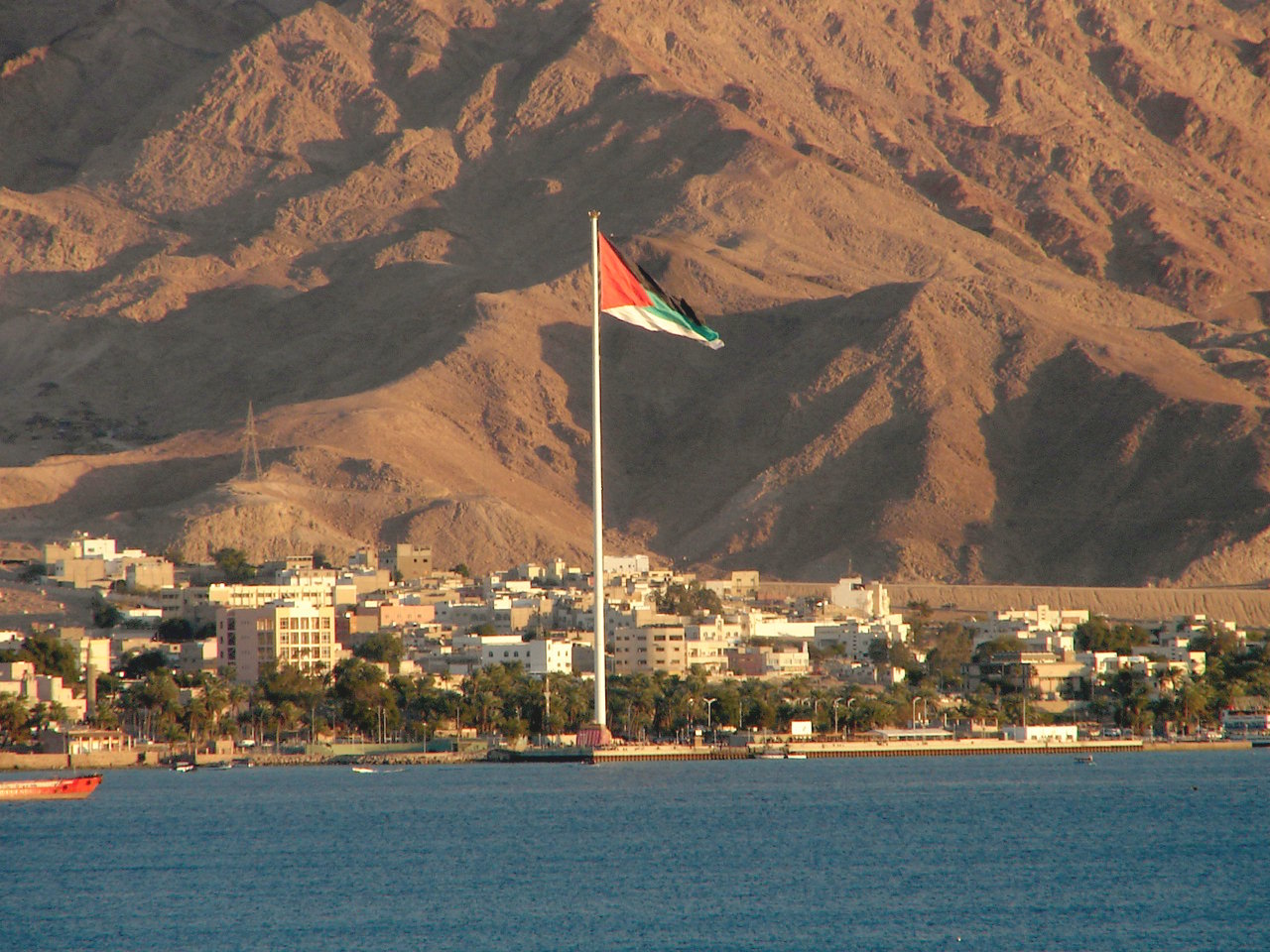
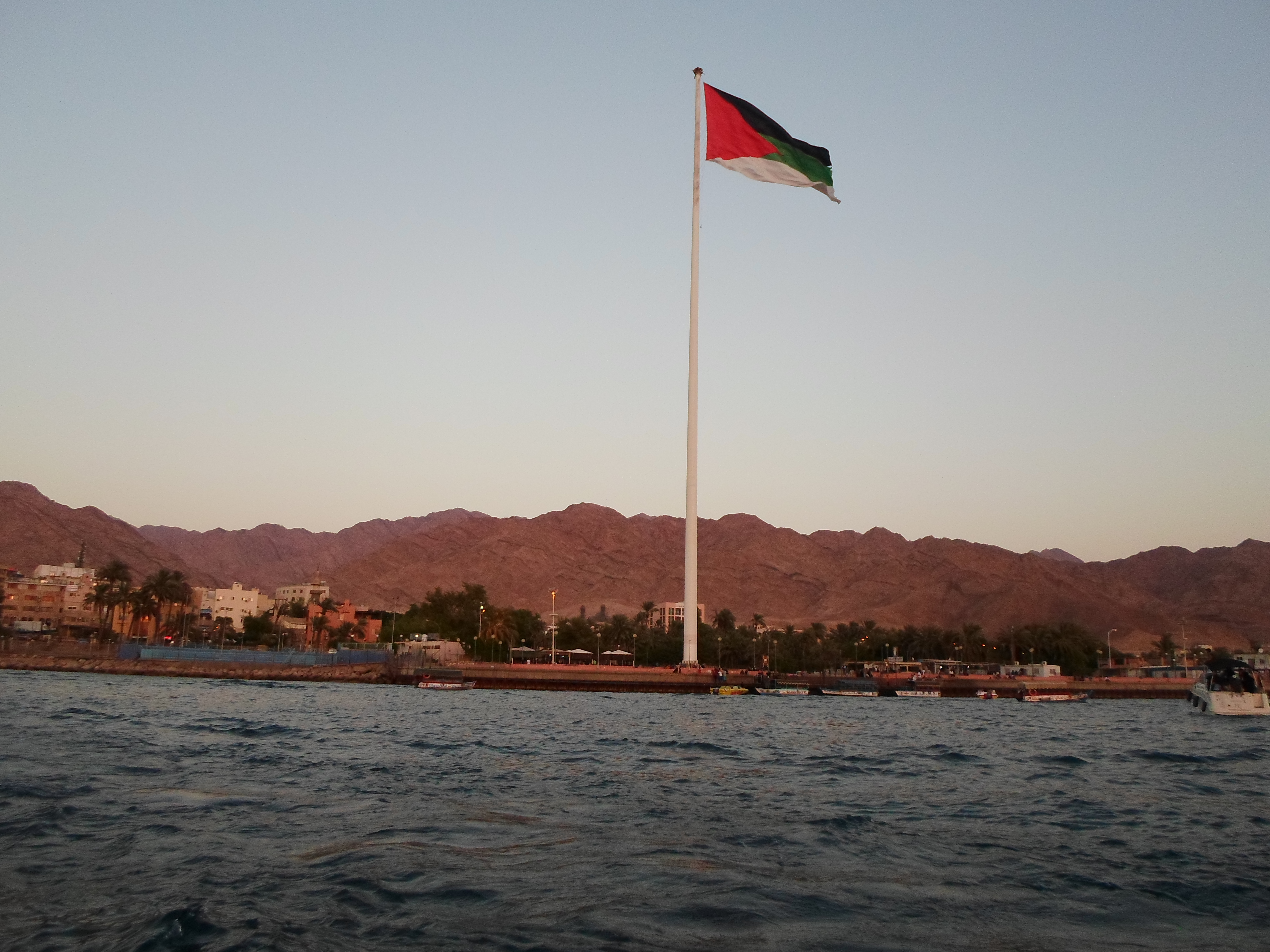
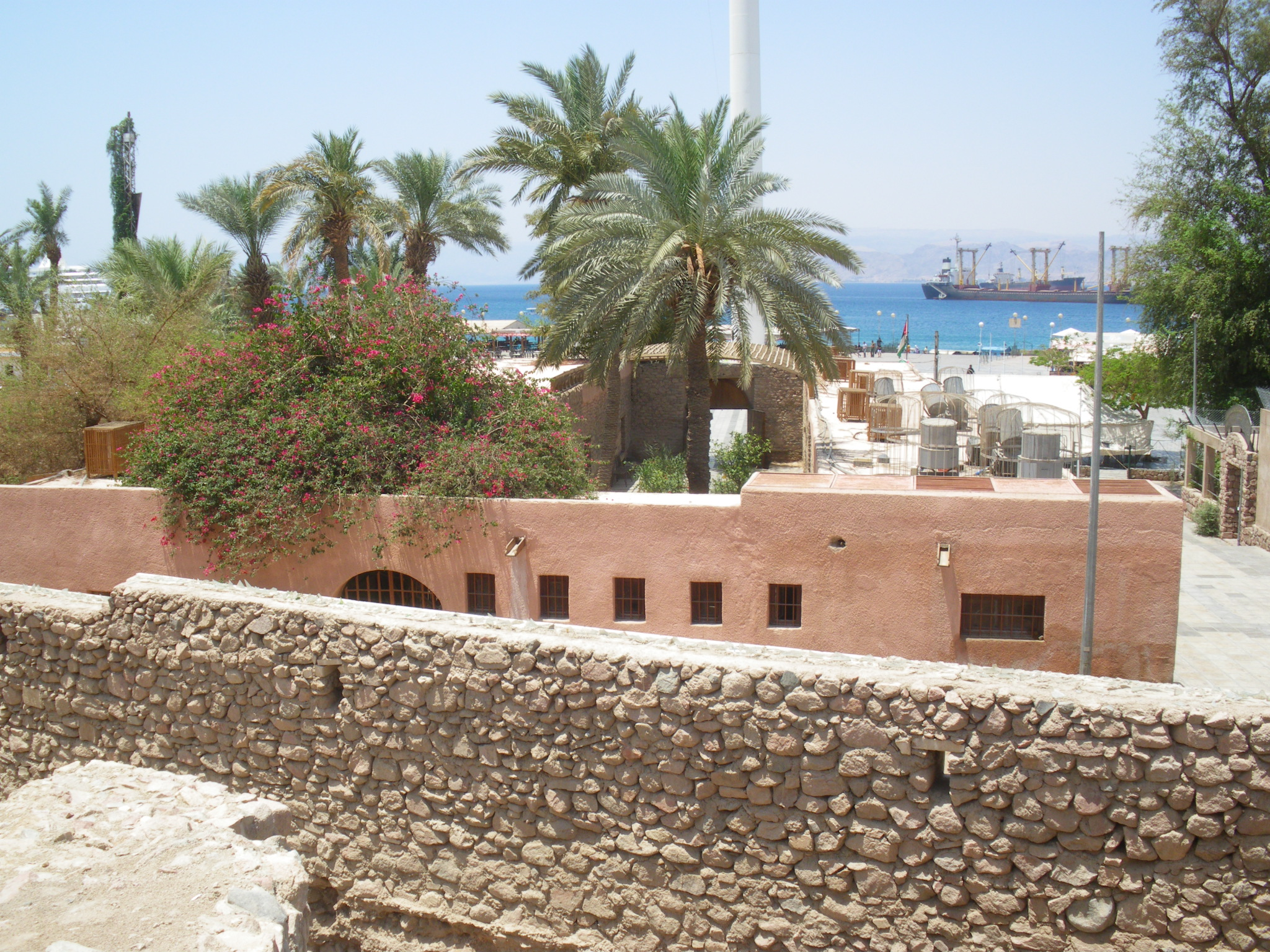
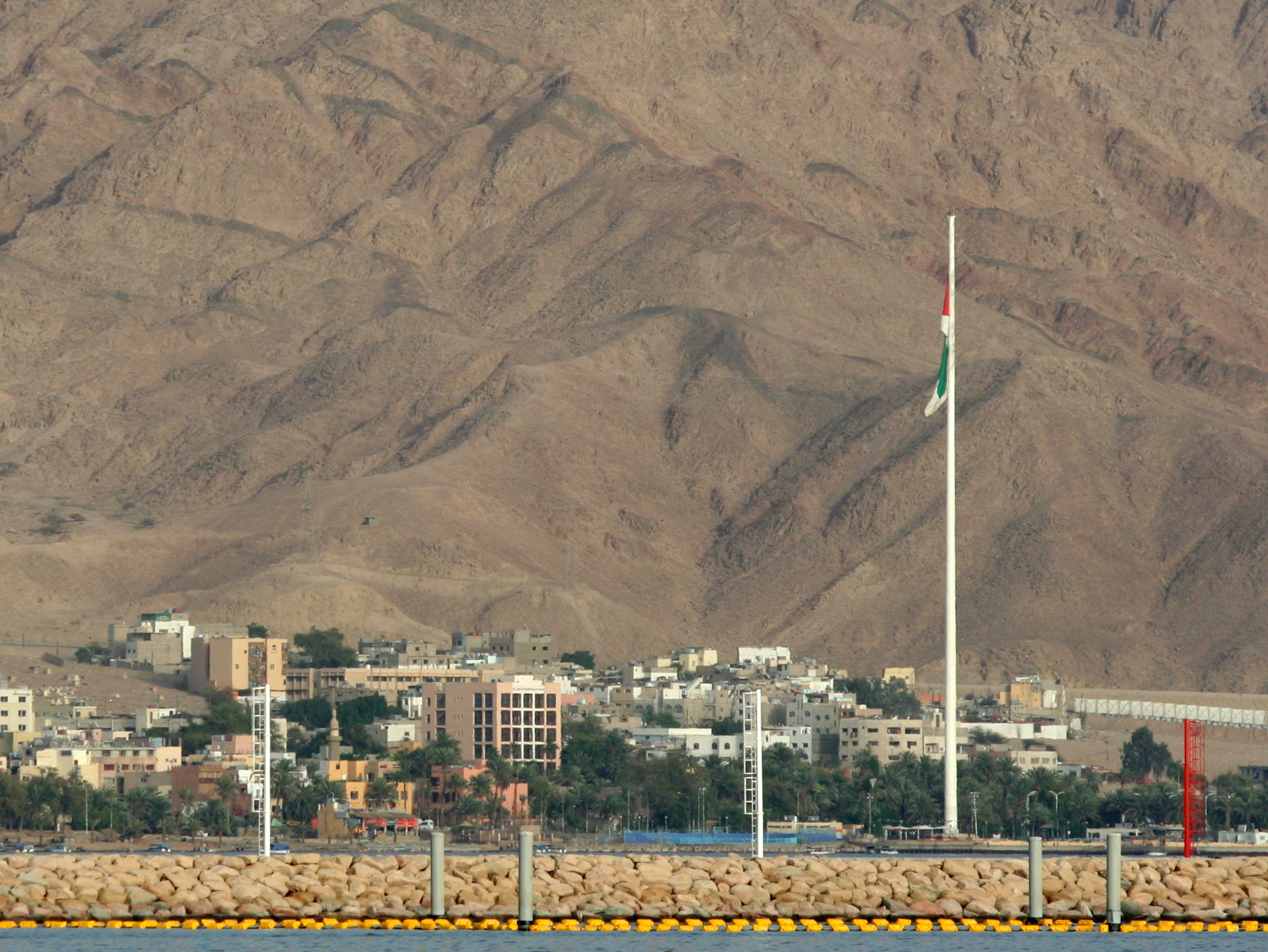
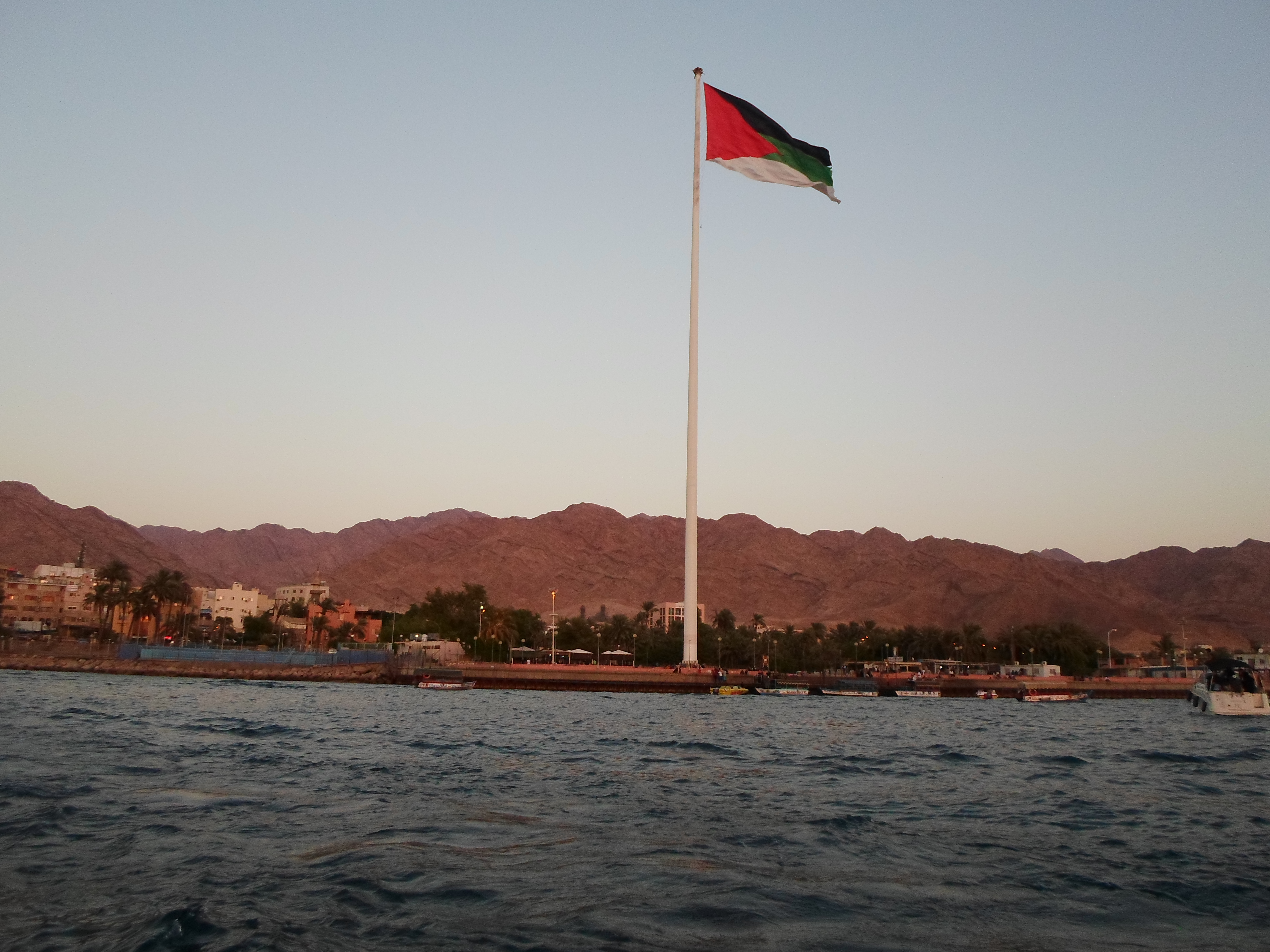
السارية من البحر
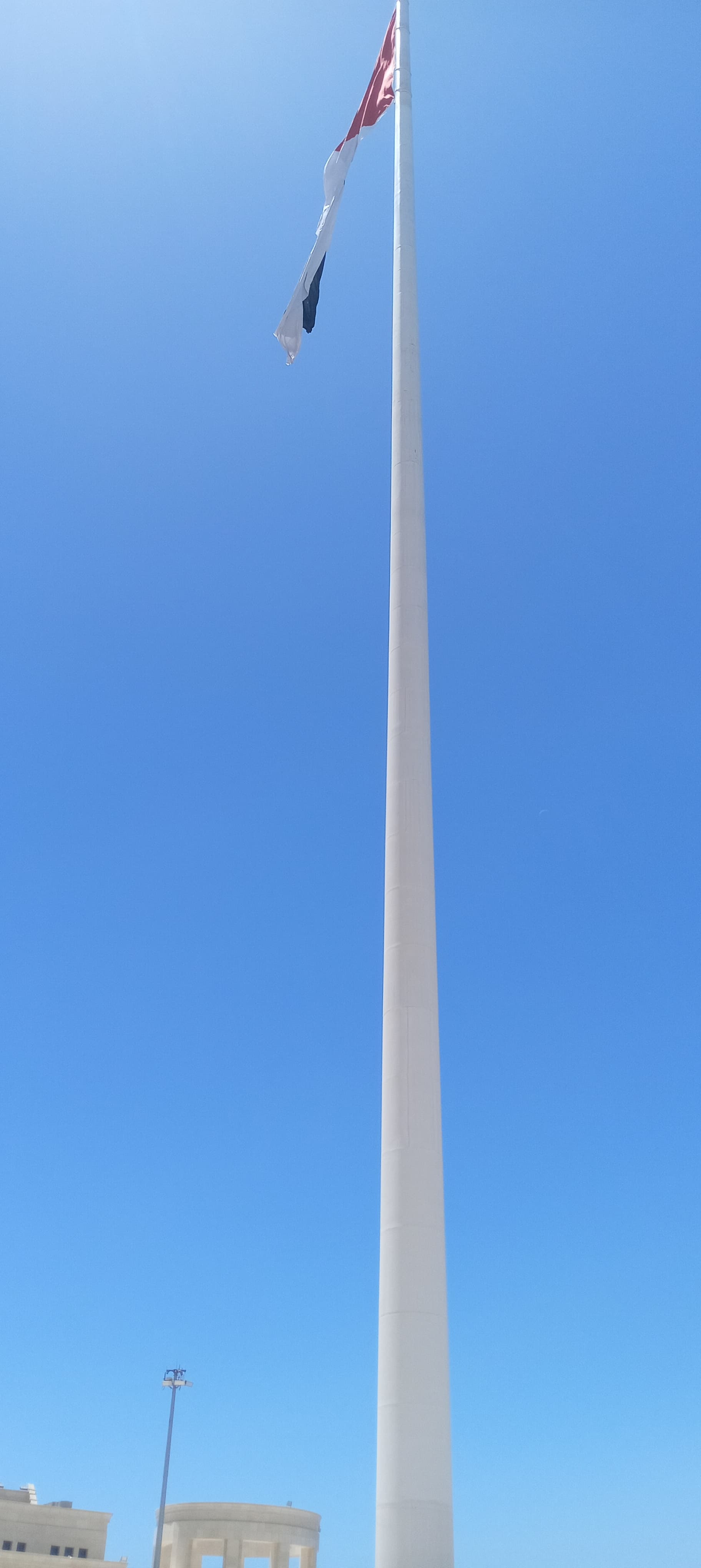
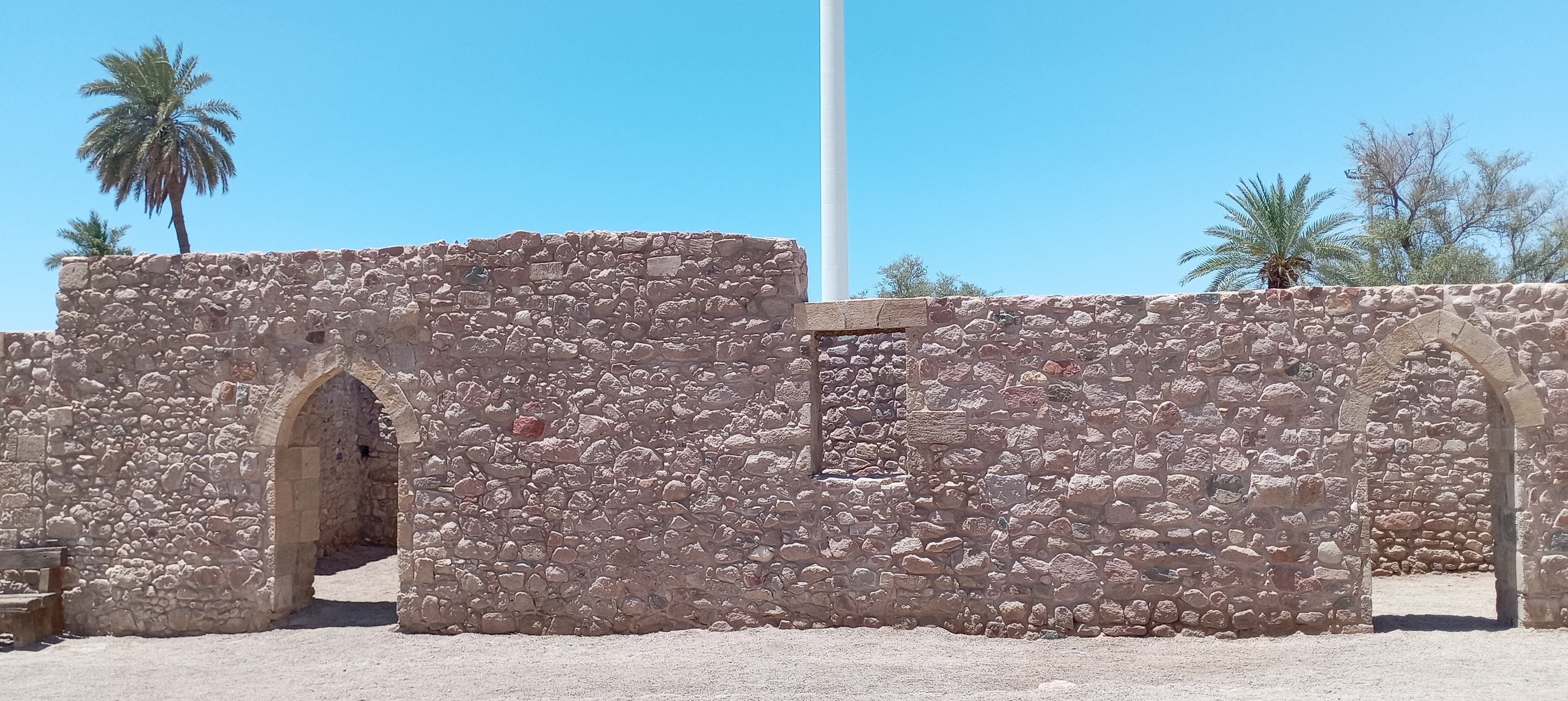
السارية من جاتب قلعة العقبة
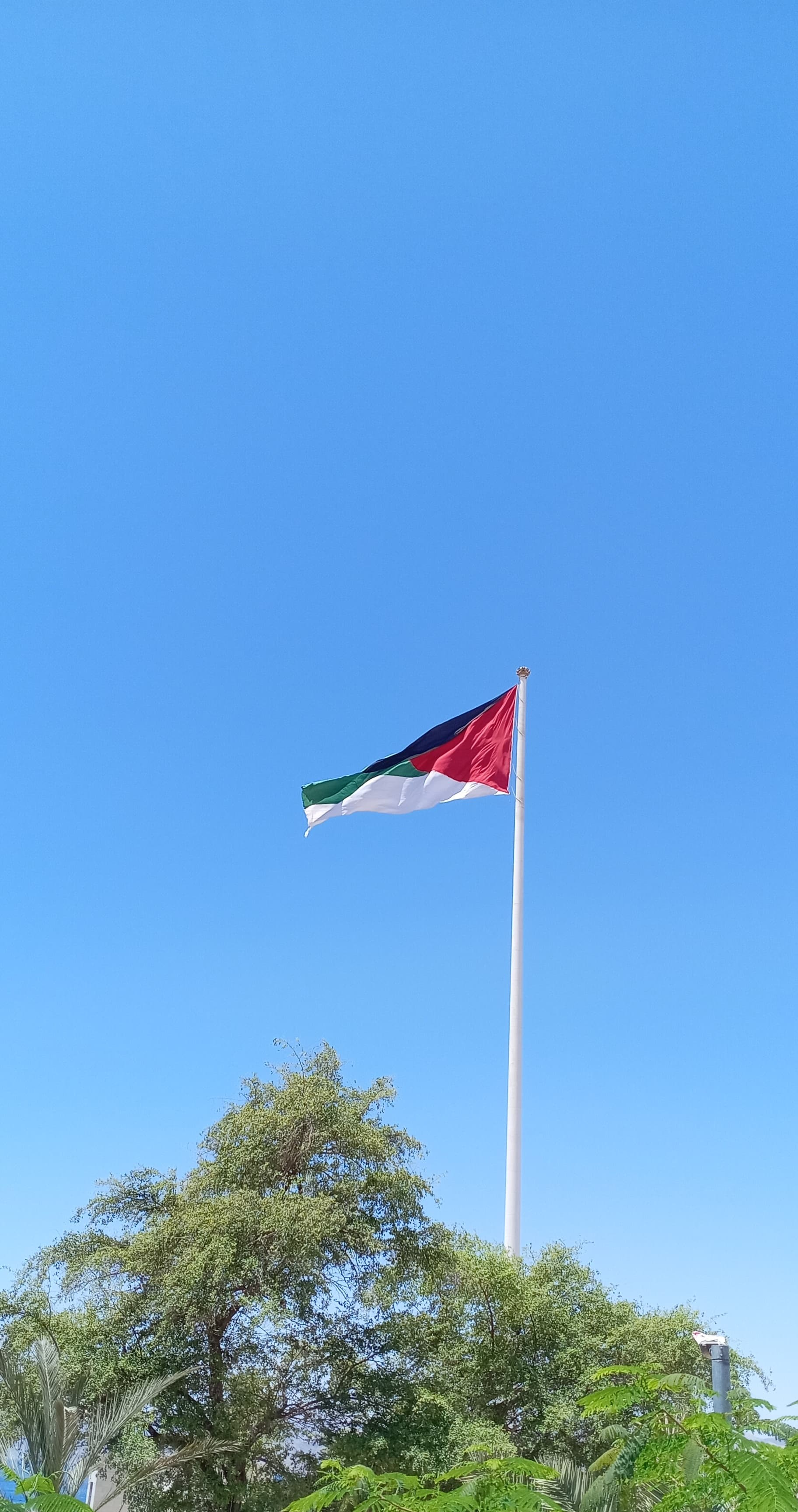
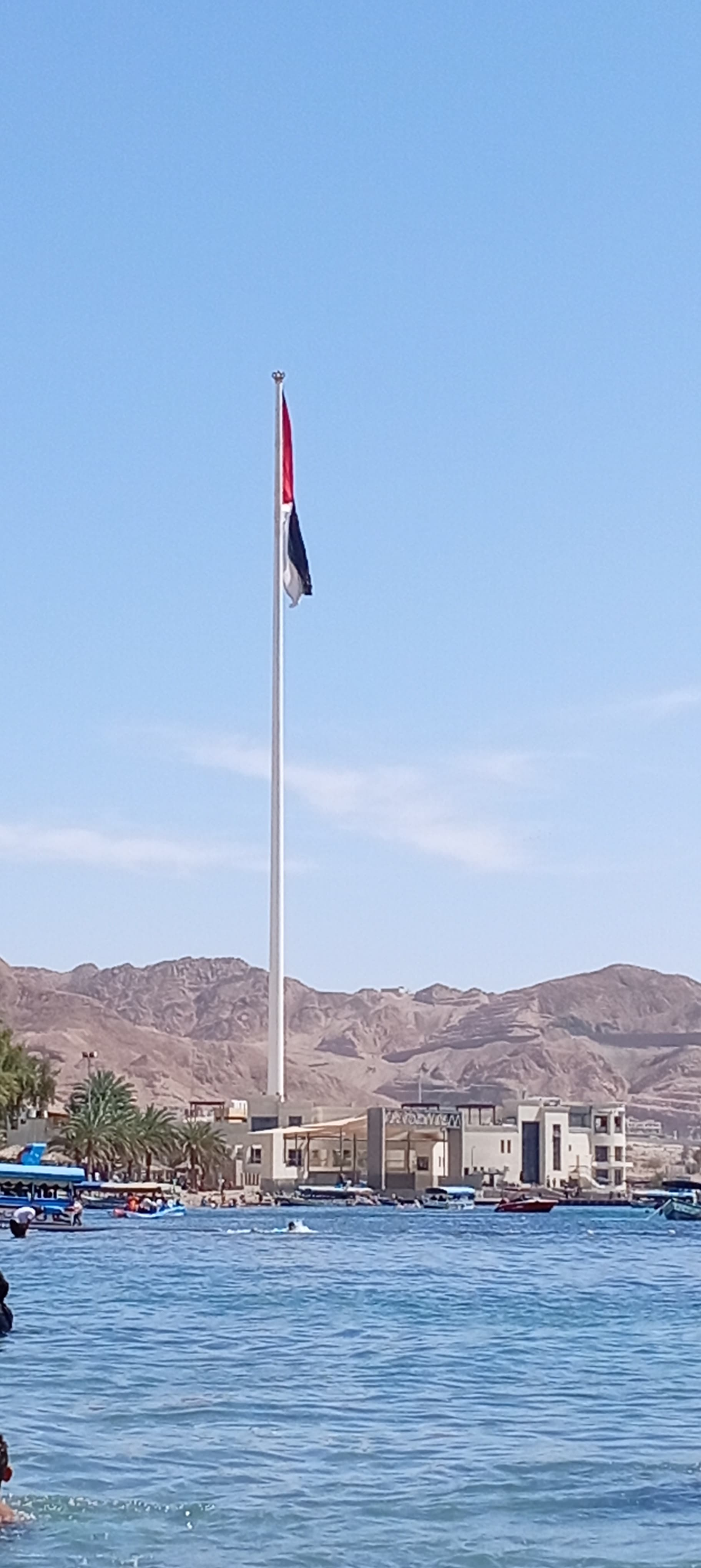
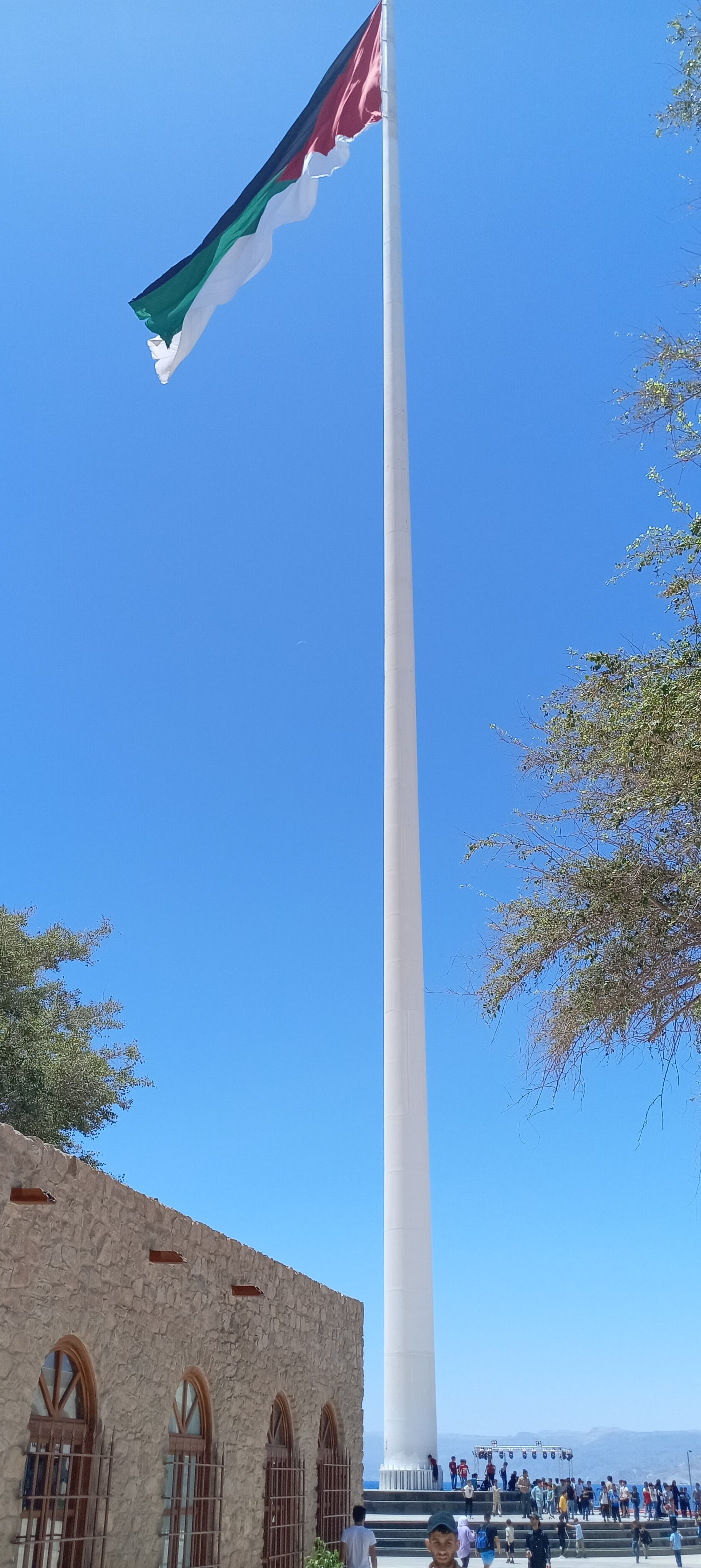
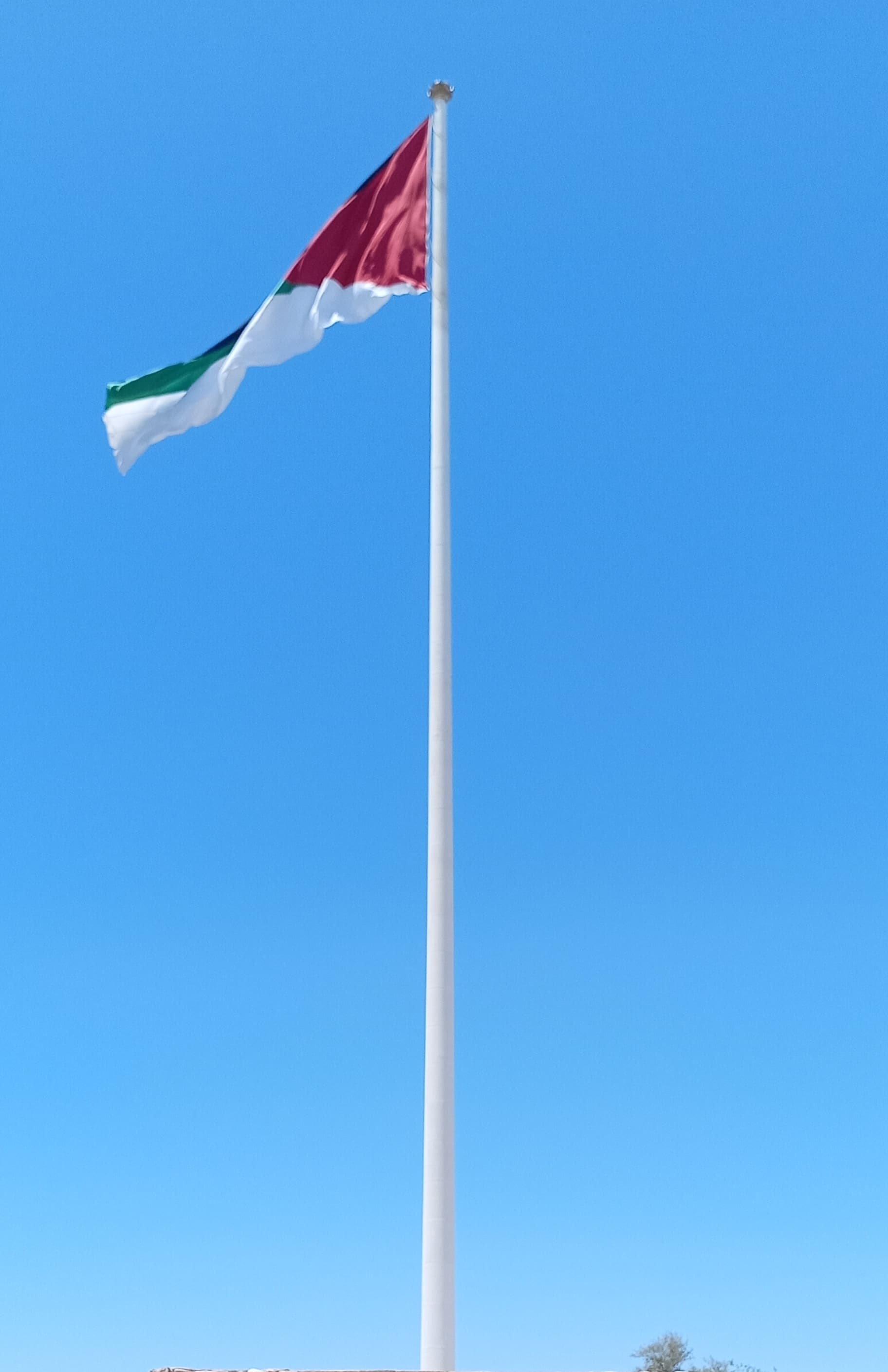
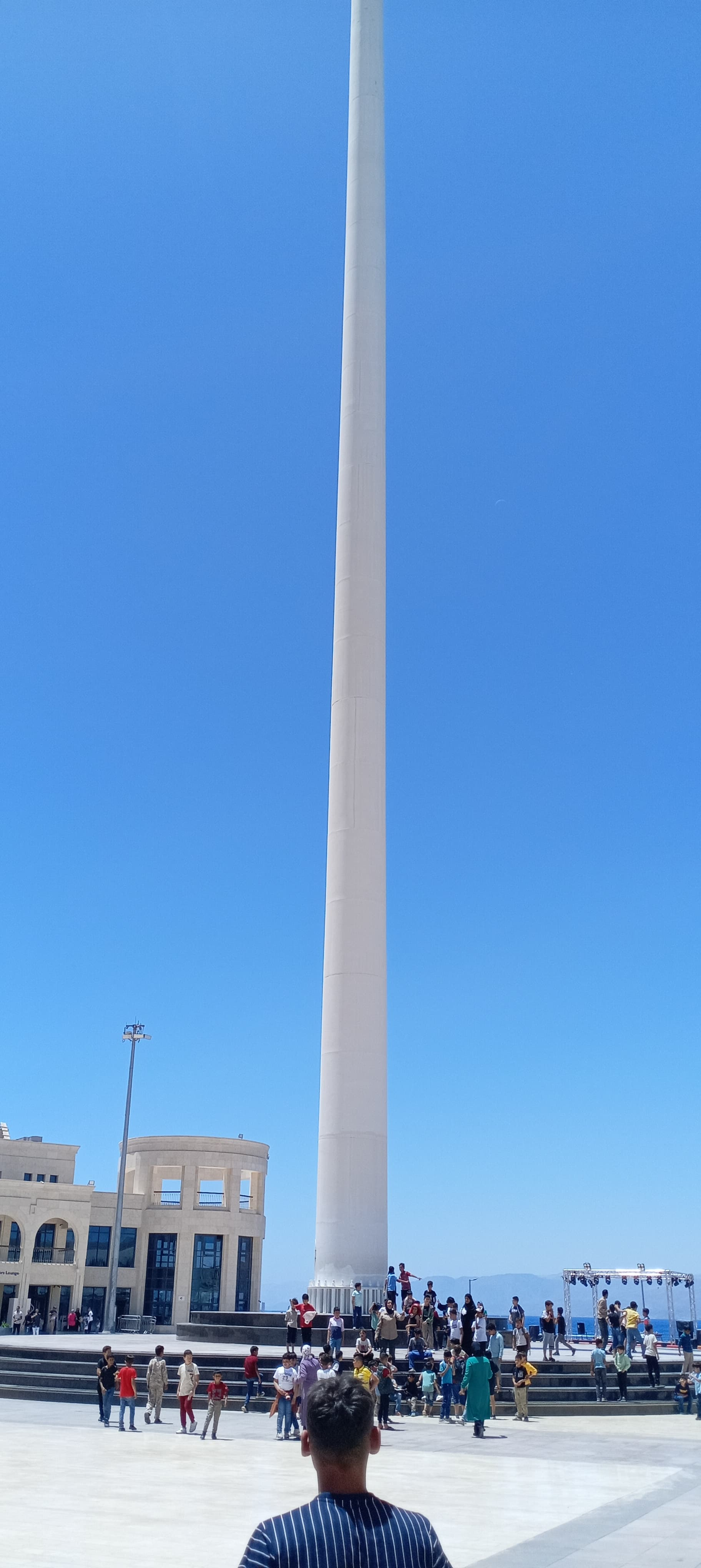
قاعدة السارية
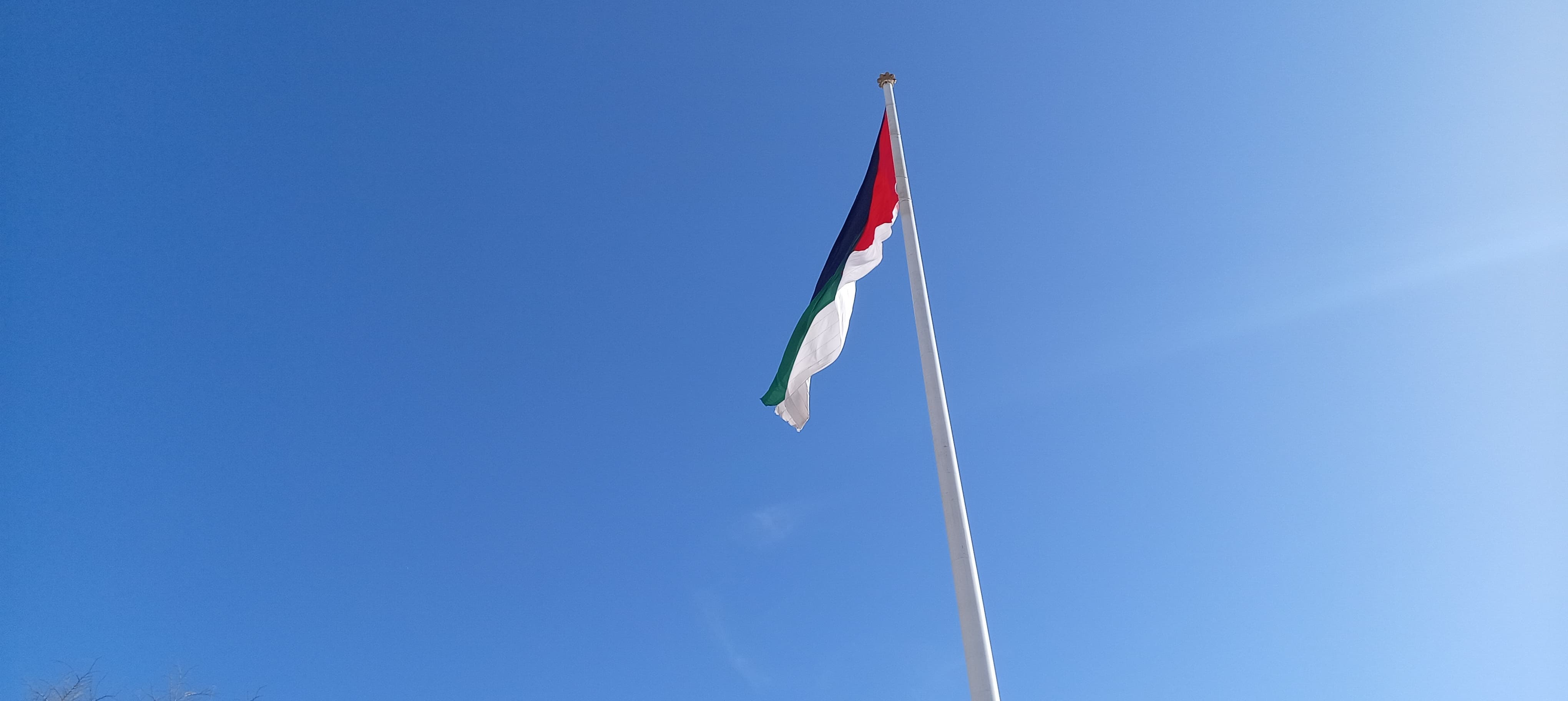
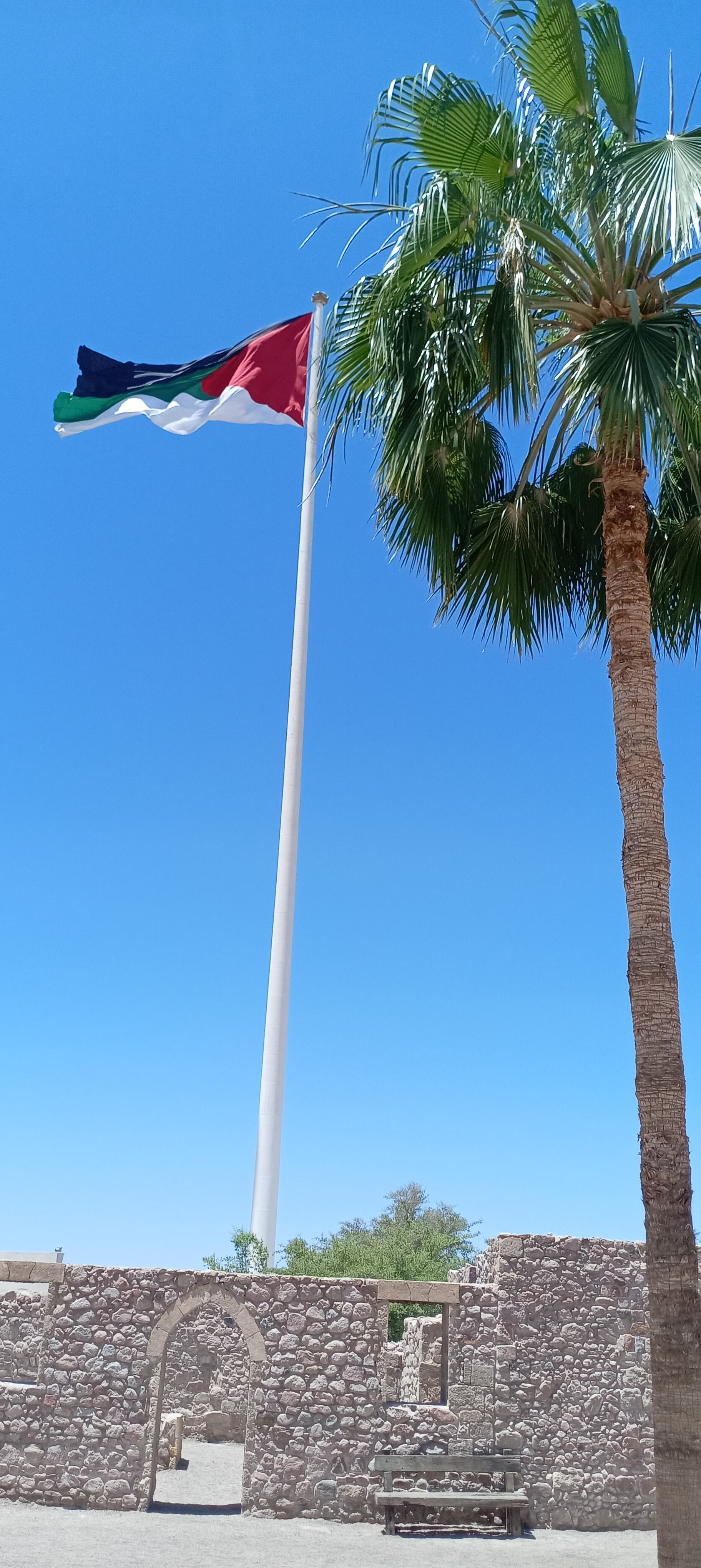
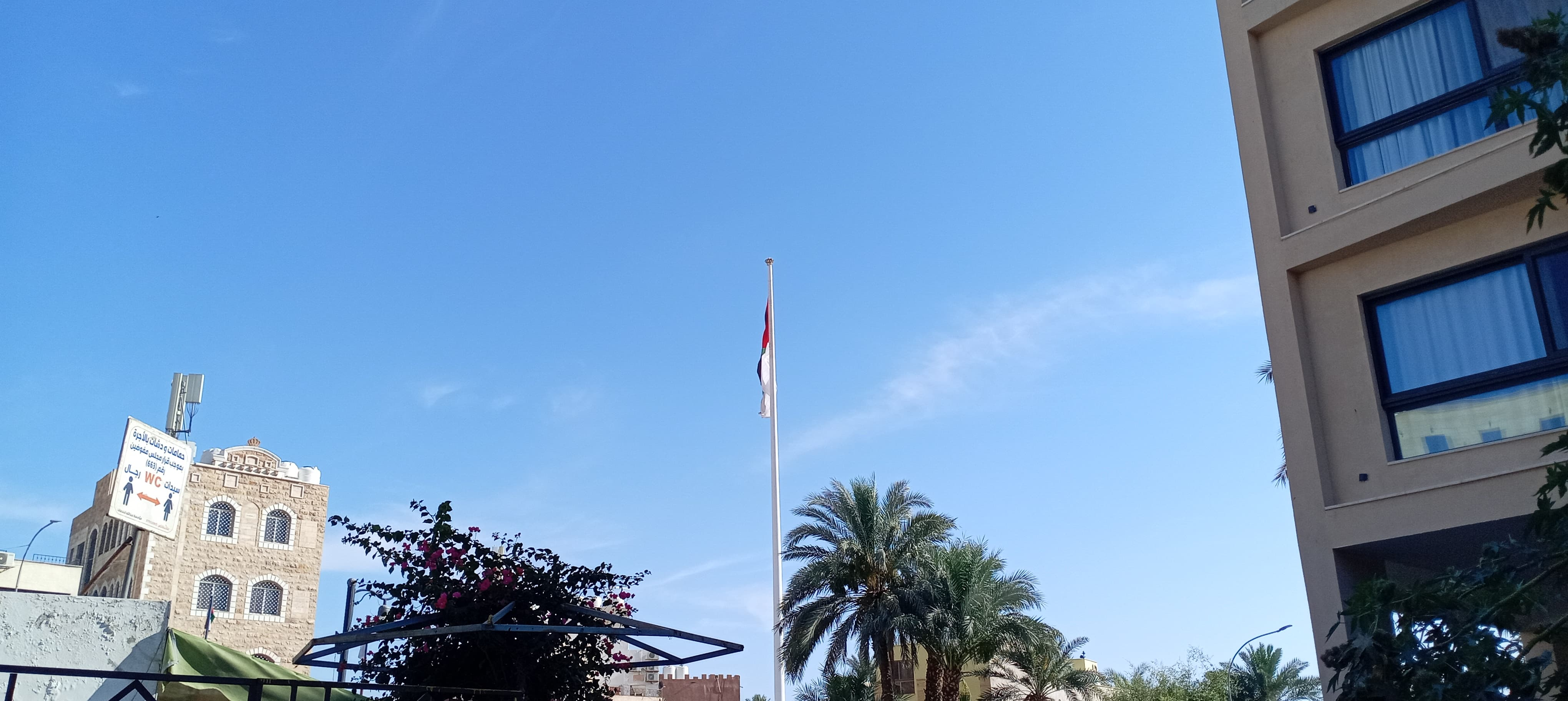
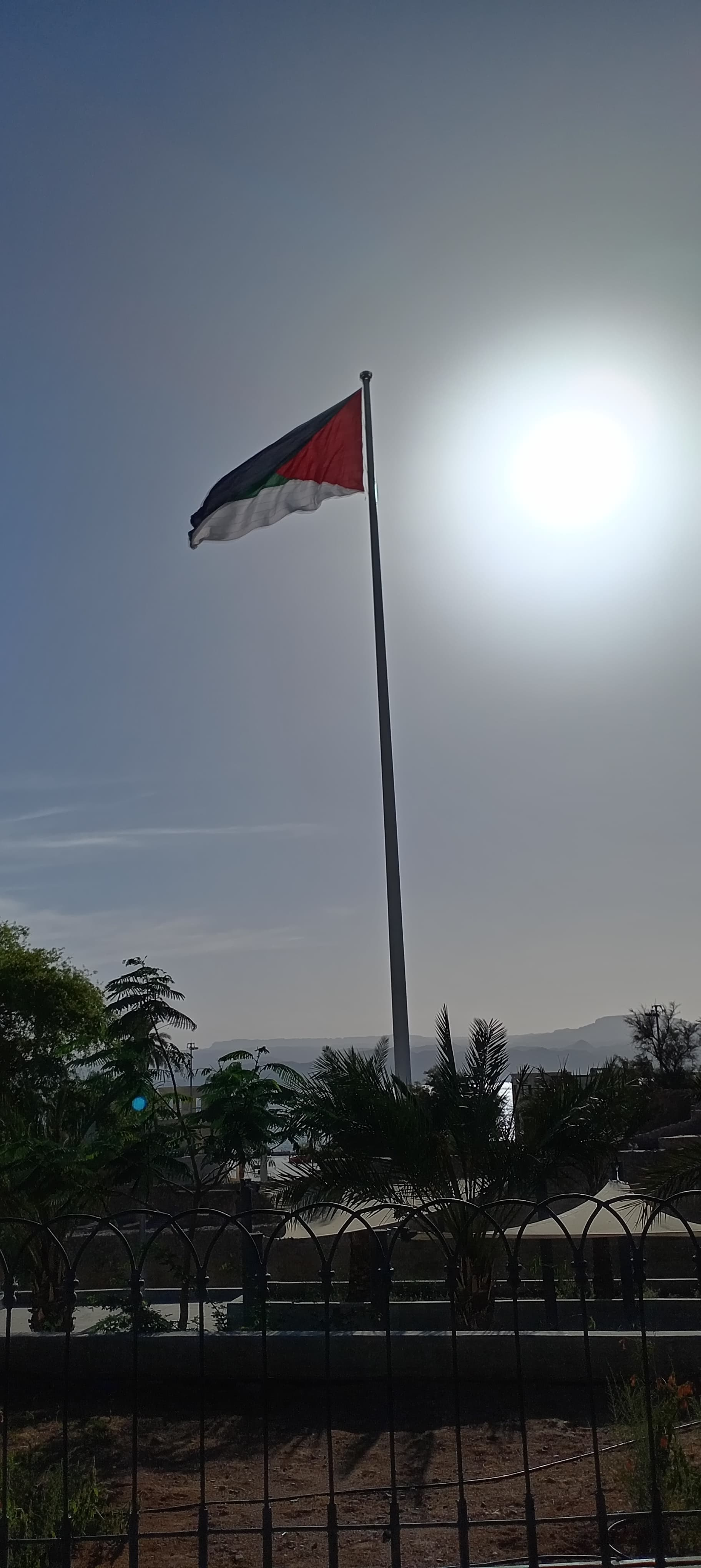
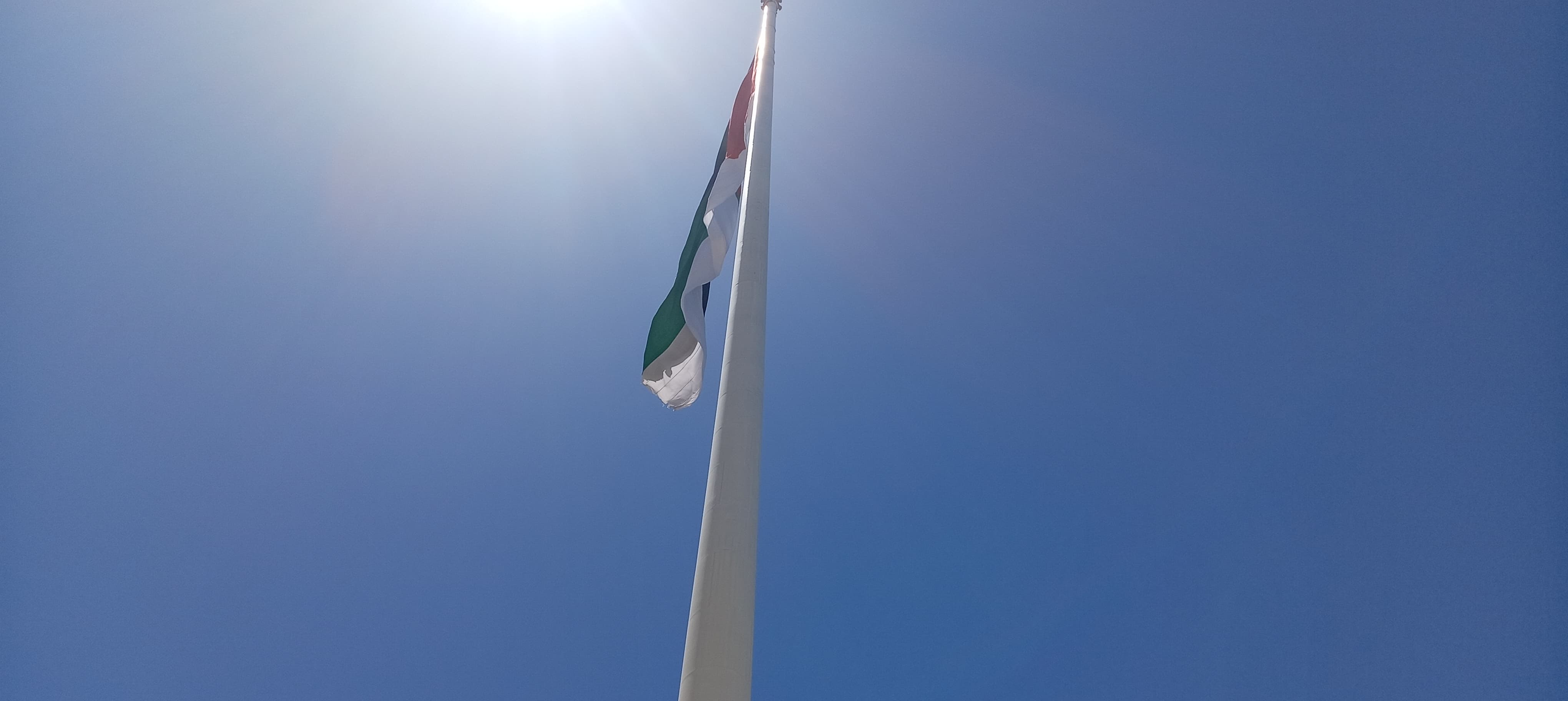
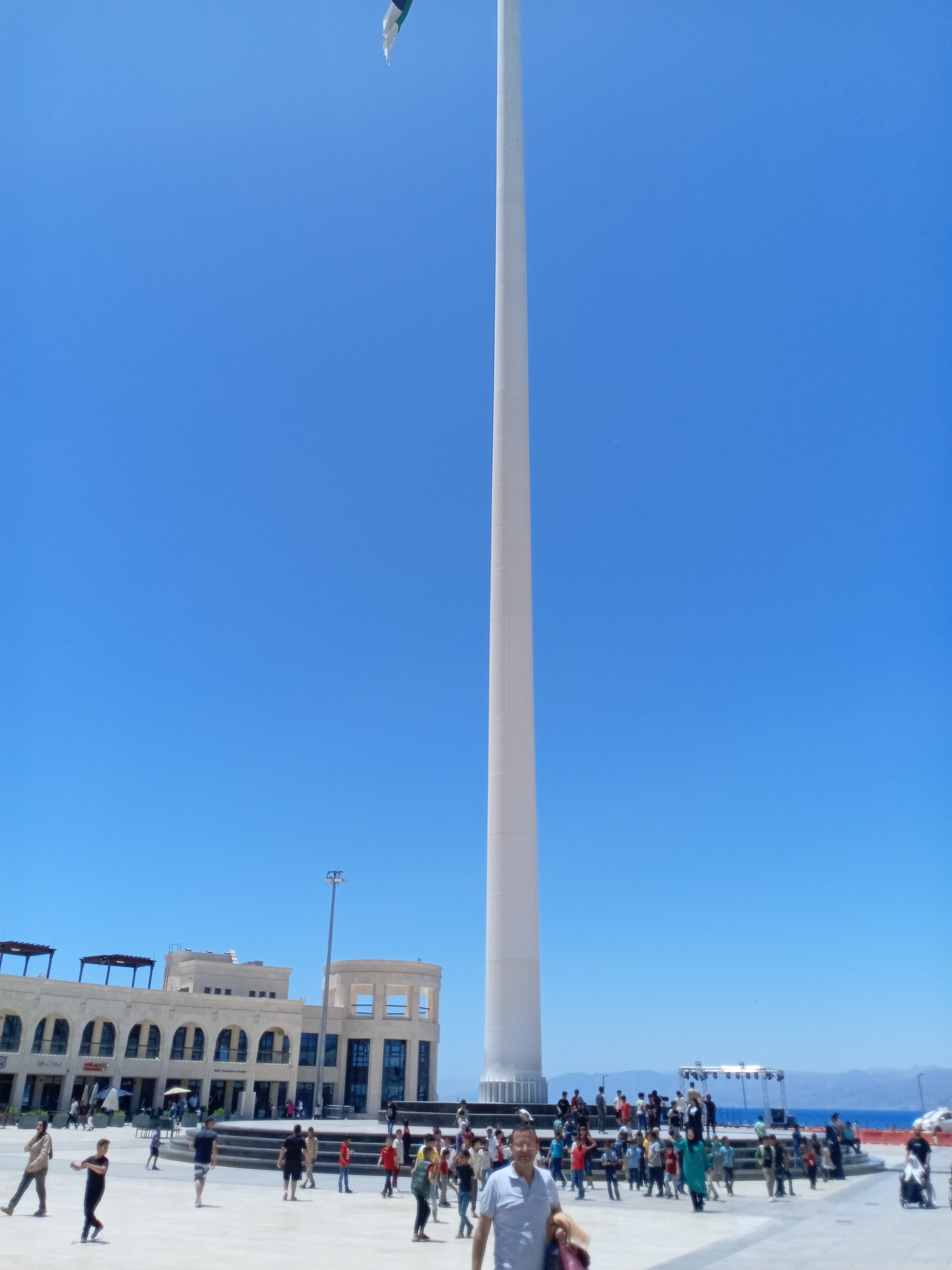
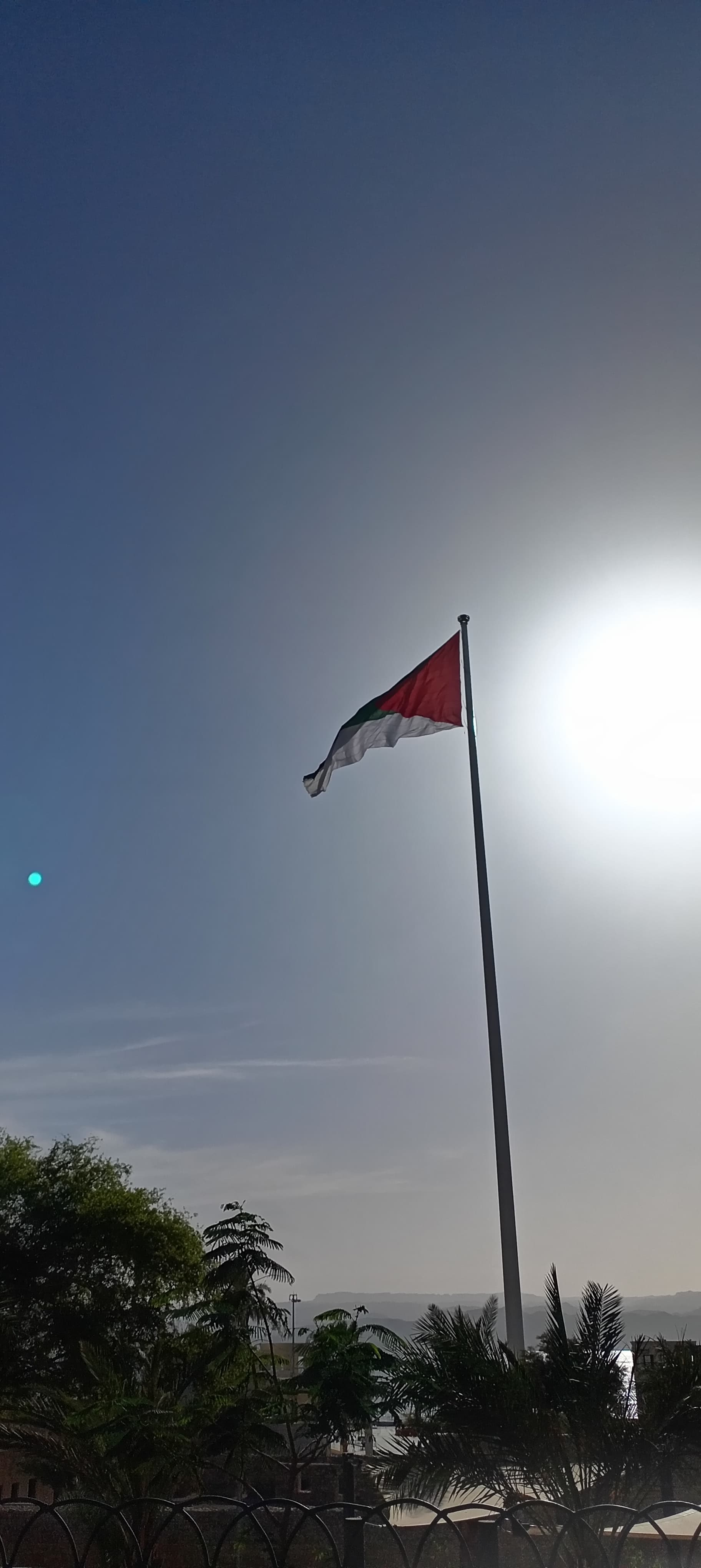

## وصلات خارجية
- مراسم رفع راية الثورة العربية الكبرى في العقبة إيذانا بانطلاق احتفاليات مئويتها

| السجلات                    | السجلات                                               | السجلات                           |
| -------------------------- | ----------------------------------------------------- | --------------------------------- |
| سبقه · سارية رغدان، الأردن | أعلى سارية علم بالعالم تشرين الأول 2004 - حزيران 2008 | تبعه · سارية عشق آباد، تركمانستان |